# Triceratops horridus
Espèce
Triceratops horridus est une espèce de dinosaure cératopsien de la famille des Ceratopsidae. 
Il s'agit de l'espèce type du genre Triceratops. Il mesurait 8 à 9 mètres de long.